# Мужская сборная Мавритании по баскетболу 3×3
Мужская сборная Мавритании по баскетболу 3×3 представляет Мавританию на международных соревнованиях по баскетболу 3×3. Управляющим органом является Федерация баскетбола Мавритании (фр. Fédération Mauritanienne de Basket-Ball, FBBRIM).
По состоянию на 18 сентября 2024, мужская сборная Мавритании по баскетболу 3×3 занимает 99-е место в мировом рейтинге ФИБА мужских сборных по баскетболу 3×3.

## Результаты выступлений
| Турнир                      | Золото | Серебро | Бронза | Всего |
| --------------------------- | ------ | ------- | ------ | ----- |
| Чемпионат Африки            | —      | —       | —      | '—    |
| Игры исламской солидарности | —      | —       | —      | —     |
| Итого                       | —      | —       | —      | —     |

### Чемпионат Африки
| Год        | Место          | Игры           | Победы         | Поражения      | Состав команды                                                                 |
| ---------- | -------------- | -------------- | -------------- | -------------- | ------------------------------------------------------------------------------ |
| Ломе 2017  | 10             | 2              | 0              | 2              | Baba Bilal Diakhaté, El Hadj Oumar Abdoulaye Djigo, Diadié Sakera, Aly N'diaye |
| Ломе 2018  | 11             | 2              | 0              | 2              | Ibrahima Kane, Brahim M'bodj, Diadié Sakera, —                                 |
| 2019—н. в. | не участвовали | не участвовали | не участвовали | не участвовали | не участвовали                                                                 |

### Игры исламской солидарности
| Год        | Место          | Игры           | Победы         | Поражения      | Состав команды                                             |
| ---------- | -------------- | -------------- | -------------- | -------------- | ---------------------------------------------------------- |
| 2017       | не участвовали | не участвовали | не участвовали | не участвовали | не участвовали                                             |
| Конья 2021 | 15             | 4              | 1              | 3              | Ibrahima Kane, Aliou Diaw, Djibi Aly Thiam, Moussa Diagana |